# ديفيد دوهرتي
ديفيد دوهرتي (بالإنجليزية: David Doherty)‏ هو لاعب اتحاد الرغبي بريطاني، ولد في 28 يناير 1987 في ليدز في المملكة المتحدة.

## وصلات خارجية
- ديفيد دوهرتي على موقع دوري الرغبي الممتاز (الإنجليزية)
- ديفيد دوهرتي عل موقع إسبنسكروم (الإنجليزية)
- ديفيد دوهرتي على موقع ItsRugby.co.uk (الإنجليزية)